# Gabriele Münter
Gabriele Münter (Berlijn, 19 februari 1877 – Murnau am Staffelsee, 19 mei 1962) was een Duitse expressionistische schilder en grafisch kunstenaar.
Ze was lid van de Neue Künstlervereinigung München en Der Blaue Reiter. Münter was de levensgezellin van Wassily Kandinsky. Ze hield een aanzienlijk deel van zijn werk verborgen tijdens en vlak na de Tweede Wereldoorlog en gaf het later terug aan de openbaarheid, met werken van zichzelf en kunstenaarsvrienden van Der Blaue Reiter.

## Levensloop

### Jeugd
Gabriele Münter werd in 1877 als jongste van de vier kinderen van tandarts Carl Münter en zijn vrouw Wilhelmine in Berlijn geboren. Het jaar daarna verhuisde de familie naar het Westfaalse Herford en later naar Koblenz. In 1886 overleed haar vader. Haar moeder leidde een teruggetrokken leven en de kinderen groeiden zonder veel opvoeding op. Volgens de kunstenares zelf zou dit mogelijk een verklaring kunnen bieden voor haar onbeholpen manier van omgaan met anderen. In haar schooltijd werd haar kunstzinnige aanleg opgemerkt en in 1897 volgde zij korte tijd een kunstopleiding voor vrouwen in Düsseldorf (de kunstacademie was destijds voor vrouwen niet toegankelijk). In hetzelfde jaar overleed haar moeder echter en ze gaf haar opleiding op. Financieel onafhankelijk geworden dankzij de erfenis konden Gabriele en haar zusters op familiebezoek gaan in de Verenigde Staten. Zij bleven er twee jaar en maakten een reis door Missouri, Arkansas en Texas. Deze reis documenteerde Gabriele met een groot aantal foto's.

### Ontmoeting Kandinsky
In 1901 vestigde Münter zich in München. Ze meldde zich aan bij de schilderschool voor vrouwen, maar verveelde zich daar al snel en stapte over naar de progressieve kunstopleiding Phalanx, waaraan Kandinsky als leraar was verbonden. Gedurende een schildersessie in Kallmünz in de zomer van 1903 verloofde zij zich met Kandinsky - die getrouwd was en bleef (tot 1911) - maar dat werd de andere deelnemers niet meegedeeld. Kandinsky bleef één jaar haar leraar, maar daarna sloot de school de deuren. Münter en Kandinsky bleven geliefden en het paar leefde openlijk samen, iets wat een vrouw moed kostte in die jaren. Zij ondernamen reizen naar onder meer Tunesië, Nederland, Italië en Frankrijk.

### Der Blaue Reiter
Tijdens hun eerste gemeenschappelijke verblijf in Parijs (1906/1907) maakte Münter kennis met het werk van Henri Matisse en de andere Fauves, wat van blijvende invloed was op haar schilderstijl. Zij maakte hier vele hout- en linosnedes Een kwart van haar grafische werk ontstond in deze korte tijd. Na hun terugkeer in München schilderde zij in 1908 laat-impressionistische, kleine werken en plein air. In 1909 kocht zij een huis (Münter-Haus) in het Zuid-Beierse Murnau am Staffelsee, waar Münter en Kandinsky de zomers doorbrachten met kunstenaars die behoorden tot de Münchener avant-garde: Marianne von Werefkin, Alexej von Jawlensky en Adolf Erbslöh, later ook Franz Marc en zijn vrouw Maria, August Macke en de componist Arnold Schönberg. Haar schilderstijl werd onafhankelijker, abstracter, opgezet in sterke, onvermengd naast elkaar geschilderde kleuren en vormen met donkere contouren. Zij behoorde samen met onder andere Werefkin, Jawlensky en Alfred Kubin tot de eerste leden van de Neue Künstlervereinigung München, waar zij echter al in 1911, met Kandinsky, Marc en Kubin weer uitstapte, om vervolgens de kern te vormen van de nieuwe groepering Der Blaue Reiter. Bij de eerste gemeenschappelijke tentoonstelling van de Blaue Reiter beleefde Münter haar eerste grote succes.

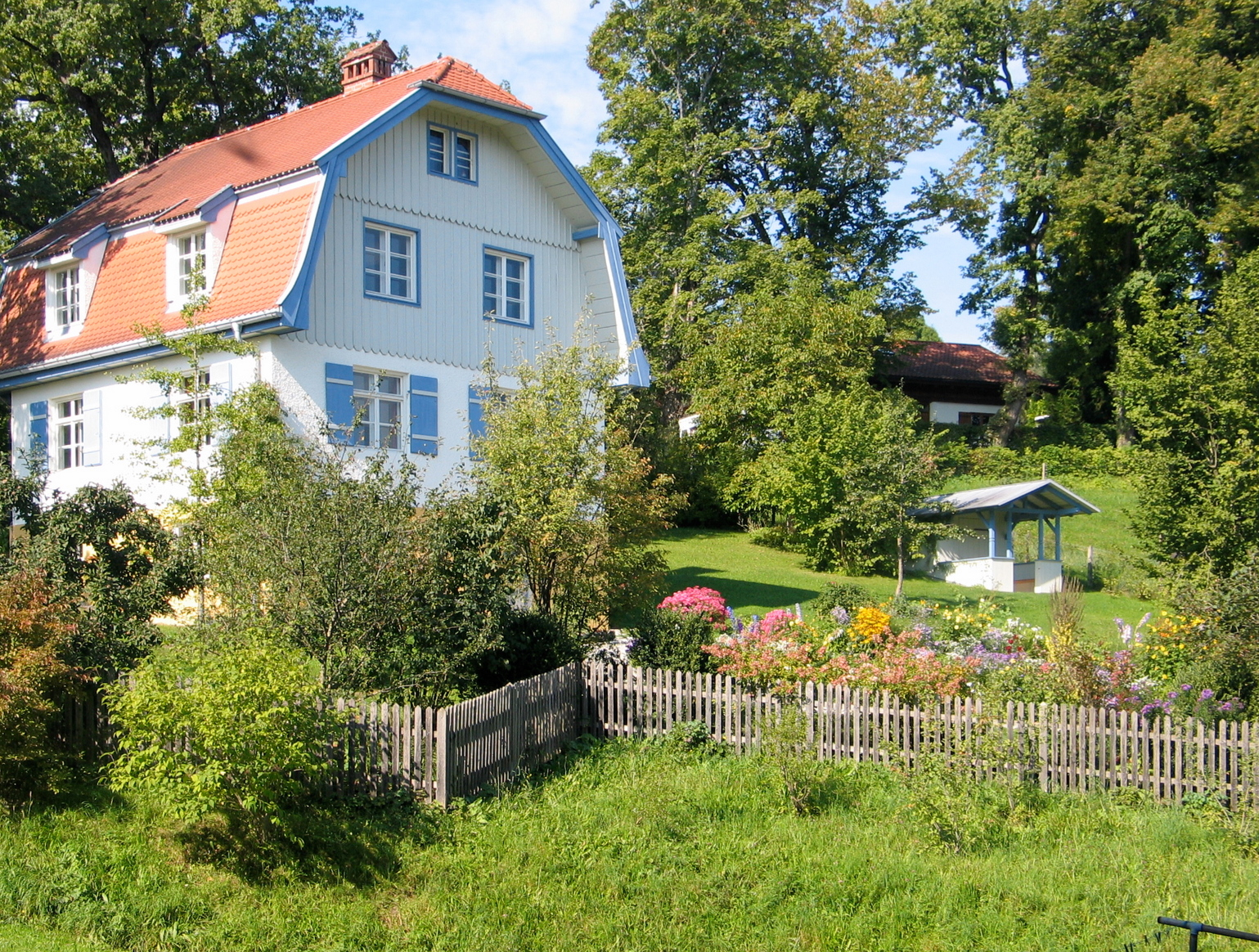
Huis in Murnau

### De breuk
Tijdens de Eerste Wereldoorlog moest Kandinsky Duitsland als 'feindlicher Ausländer' verlaten en keerde terug naar Rusland. Münter woonde van 1915 tot 1920 in Scandinavië, maar trof Kandinsky voor het laatst in 1916 in Stockholm. Vanaf 1917 vermeed Kandinsky ieder contact met haar. Jaren later vernam ze dat hij in dat jaar opnieuw getrouwd was.
Vanaf 1920 leefde Münter afwisselend in Keulen, München en Murnau. Depressies hielden haar kortstondig van het schilderen af. Na haar verhuizing naar Berlijn in 1925 maakte ze tot contouren teruggebrachte vrouwenportretten in potlood. Een tweede verblijf in Parijs in de periode 1929/1930 gaf haar scheppingskracht nieuwe impulsen. Zij verhuisde in 1931 met haar nieuwe levensgezel, de kunsthistoricus Johannes Eichner, naar Murnau. Ze schilderde voornamelijk bloemstillevens en abstracte studies. Een expositieverbod door de Nationaalsocialisten in 1937 dwong Münter zich in haar privéleven terug te trekken.

### Na 1945
Na de Tweede Wereldoorlog was Münter met negen werken vertegenwoordigd op een retrospectieve tentoonstelling van Der Blaue Reiter in het Haus der Kunst in München. Vanaf 1950 werd een overzichtstentoonstelling van haar werk in vele Duitse musea getoond. In 1955 werd Münter uitgenodigd bij documenta 1 in Kassel en in 1957 schonk zij aan de stad München, ter gelegenheid van haar tachtigste verjaardag, haar eigen, unieke verzameling. Daaronder vielen, naast werken van haarzelf, meer dan tachtig werken van Kandinsky en werk van andere leden van Der Blaue Reiter, waardoor de Städtische Galerie im Lenbachhaus in één klap wereldberoemd werd.
De villa in Murnau is nu een museum, waar persoonlijke objecten te zien zijn, zoals meubels en muren die door Münter en Kandinsky beschilderd zijn, en een verzameling volkskunst.

### Gabriele Münter-prijs
De belangrijkste prijs voor vrouwelijke kunstenaars in de Bondsrepubliek is naar Gabriele Münter genoemd. Deze wordt uitgereikt aan vrouwelijke kunstenaars boven de veertig jaar en bestaat uit een bedrag van 20.000 euro.

## Enkele werken
- Allee in Park von Saint-Cloud, 1906, olieverf op linnen, 40,5 x 50,5 cm, Städtische Galerie im Lenbachhaus in München
- Blick aufs Murnauer Moos, 1908, olieverf op karton, 32,7 x 40,5 cm, Lenbachhaus
- Jawlensky en Werefkin, 1908-1909, olieverf op karton, 32,7 x 44,5 cm, Lenbachhaus
- Zuhören (portret Jawlensky), 1909, Lenbachhaus
- Bildnis Marianne von Werefkin, 1909, olieverf op karton, 81 x 55 cm, Lenbachhaus
- Grabkreuze in Kochel, 1909, olieverf op karton, 40,5 x 32,8 cm, Lenbachhaus
- Zuhören (Bildnis Jawlensky), 1909, olieverf op karton, 49,7 x 66,2 cm, Lenbachhaus
- Stillleben mit Sessel, 1909, olieverf op karton, 72,5 x 49 cm, Lenbachhaus
- Murnauer Bäuerin mit Kindern, 1909-1910, glasschilderij,22,5 x 19,5 cm, Lenbachhaus
- Stillleben grau, 1910, olieverf op karton, 34,2 x 50,2 cm, Lenbachhaus
- Landschaft mit weißer Mauer, 1910, Karl-Ernst-Osthaus-Museum
- Stillleben mit Orangen, 1910, Kunstmuseum Walter
- Mann am Tisch (Kandinsky), 1911, olieverf op karton, 51,6 x 68,5 cm, Lenbachhaus
- Dunkles Stillleben (Geheimnis), 1911, olieverf op linnen, 78,5 x 100,5 cm, Lenbachhaus
- Stillleben mit Heiligem Georg, 1911, olieverf op karton, 51,1 x 68 cm, Lenbachhaus
- Spreufuhren ('Hooiwagens'), 1911, Lenbachhaus
- Reiflandschaft ('Winterlandschap'), 1911, Von der Heydt-Museum
- Dorfstrasse im Winter, 1911, olieverf op karton, 52,4 x 69 cm, Lenbachhaus
- Kandinsky und Erna Bossi am Tisch 1912, olieverf op linnen, 95,5 x 125,5 cm, Lenbachhaus
- Sinnende, 1917, olieverf op linnen, 66 x 99,5 cm, Lenbachhaus
- Das Russen-Haus, 1931, olieverf op linnen, 42,5 x 57 cm, Lenbachhaus
- Blick aufs Gebirge, 1934, olieverf op linnen, 46,5 x 55 cm, Lenbachhaus

## Musea
Werken van Gabriele Münter zijn onder andere te zien in:
- Städtische Galerie im Lenbachhaus, München
- Schloßmuseum Murnau, Murnau am Staffelsee
- Osthaus Museum Hagen, Hagen
- Sprengel-Museum, Hannover
- Von der Heydt-Museum, Wuppertal
- Kunstmuseum Walter, Augsburg
- Milwaukee Art Museum (MAM), Milwaukee in Wisconsin in de Verenigde Staten[1]
- Museum of Modern Art in New York

## Tentoonstellingen (selectie)
- Gabriele Münter: The Years of Expressionism, 1903-1920 van 11 juli t/m 20 september 1998 in het Virginia Museum of Fine Arts in Richmond[2]
- Gabriele Münter and Vasily Kandinsky, 1902–14: A Life in Photographs van 18 september 2009 t/m 13 januari 2010 in het Guggenheim Museum in New York[3]